# Callitris verrucosa
Callitris verrucosa ist eine Pflanzenart aus der Familie der Zypressengewächse (Cupressaceae). Sie ist im südöstlichen Australien heimisch.

## Beschreibung
Callitris verrucosa wächst als immergrüner Strauch oder kleiner Baum, der Wuchshöhen von bis zu 8 Metern erreichen kann. Es werden meist mehrere Stämme ausgebildet. Die Äste gehen aufrecht vom Stamm ab.
Die grünen bis graugrünen Blätter werden 2 bis 4 Millimeter lang. Ihre Rückseite ist abgerundet.
Die männlichen Blütenzapfen stehen in Gruppen an den Zweigen und sind bei einer Länge von bis zu 5 Millimetern zylindrisch geformt. Die eiförmigen bis kugeligen weiblichen Zapfen stehen einzeln oder in Gruppen zusammen, haben einen Stiel und werden 2 bis 2,5 Zentimeter dick. Jeder Zapfen besteht aus sechs dicken, fein warzigen Zapfenschuppen und trägt zahlreiche Samenkörner. Sie verbleiben nach der Reife noch mehrere Jahre an den Zweigen, ehe sie die Samen entlassen und abfallen. Die dunkelbraunen Samen werden etwa 4 Millimeter groß und haben zwei oder drei Flügel.
Die Chromosomenzahl beträgt 2n = 22.

## Verbreitung und Standort
Das natürliche Verbreitungsgebiet von Callitris verrucosa liegt im westlichen New South Wales, dem nordwestlichen Victoria, dem südlichen Queensland und dem südöstlichen South Australia. Es erstreckt sich dort von Nymagee im Osten bis nach Darling Downs im Norden und über Swan Hill bis in die nördliche Nullarbor-Wüste im Westen. Westlich der Eyre-Halbinsel kommt sie jedoch nur mehr sporadisch vor.
Callitris verrucosa wächst vor allem auf Hügeln mit rotem Wüstensand.
Callitris verrucosa wird in der Roten Liste der IUCN als „nicht gefährdet“ eingestuft. Es wird jedoch darauf hingewiesen, dass eine erneute Überprüfung der Gefährdung notwendig ist.

## Systematik
Die Erstbeschreibung als Frenela verrucosa erfolgte 1825 durch Allan Cunningham in Mémoires du Muséum d'Histoire Naturelle, Band 13, Seite 74. Ferdinand von Mueller überführte die Art 1882 in Systematic Census of Australian Plants …, Seite 109 als Callitris verrucosa in die Gattung Callitris. Synonyme für Callitris verrucosa (A. Cunn. ex Mirb.) F. Muell. sind Callitris preissii subsp. verrucosa  (A. Cunn. ex Mirb.) F. Muell. und Callitris preissii var. verrucosa  (A. Cunn. ex Mirb.) J. Silba.
Die Art bildet natürliche Hybride mit Callitris glaucophylla.

## Verwendung
Die Art liefert einen Australischen Sandarak.